# Нелегално градинарство
Нелегалното градинарство (на английски: Guerrilla gardening) е градинарска дейност на места, където градинарите нямат законни права да упражняват – например изоставени и запуснати места или нечия частна собственост. Това обхваща голямо многообразие от различни хора с различна мотивация, от такива, които излизат от границата на собствените си парцели до хора с политическо влияние и позиции, които искат да провокират промяна и използват нелегалното градинарство като форма на протест или пряко действие. Чрез такава практика се цели преразглеждане на поземлените права и собствеността върху земята.
Обикновено земята – обект на нелегално градинарство – е смятана за изоставена или запусната от законния си собственик. Тази земя се използва от нелегалните земеделци за отглеждане на различни растения, обикновено използвани за храна или с естетична цел, например цветя.
Някои от нелегалните градинари извършват работата си нощем и относително тайно, засаждат леха зеленчуци или цветя за да направят региона по-полезен и привлекателен. Други от тях напротив – предпочитат да работят през видимите часове, за да получат публичност, която да бъде приемана като форма на протест и обществена активност.

## Примери

### Международен ден на незаконното засяване на слънчоглед
Международният ден на незаконното засяване на слънчоглед се отбелязва всяка година на първи май, когато нелегалните градинари засяват слънчоглед в своите квартали, обикновено на обществени места, възприемани като пренебрегвани и запуснати, например улични кашпи, крайпътни зелени площи и др. За първи път е проведен и възприет от нелегалните градинари през 2007 г. в Брюксел. Тамошните нелегални градинари обявяват „Journée Internationale de la Guérilla Tournesol“ (Международен ден на незаконното засяване на слънчоглед), подкрепен от колегите им по света, особено от GuerrillaGardening.org и участниците се увеличават всяка година. Макар че тази дата за засяване на слънчоглед да е подходяща само за умерената зона на северното полукълбо, в останалите зони се използват семена, подходящи за съответния сезон.

### Райската градина на Адам Пърпъл
През седемдесетте Адам Пърпъл създава и поддържа кръгла градина във формата на монадата ин-ян в изоставен парцел в Долен Ийст Сайд на Манхатън. През 1986 г. градината е заличена с булдозер от градската управа на Ню Йорк, обаче след това е подновена, завзема множество парцели и достига размер 15 000 квадратни фута (1,4 дка). Късометражният филм „Адам Пърпъл и райската градина“ разказва за нея.

### Народен парк (Бъркли, Калифорния)
Народният парк (People's Park) в Бъркли, Калифорния, който де факто е обществен парк, формиран от общността чрез нелегално градинарство в края на шестдесетте години върху земя, притежавана от Университета на Калифорния. Университетът придобива земята чрез експроприация и сградите върху нея биват разрушени. Впоследствие обаче ръководството му не пренасочва фондове за нейното развитие и земята остава в запуснат вид.
Накрая хората започват да превръщат терена в парк. Това води до стълкновения между членове на общността, университета, университетската полиция, губернатора Роналд Рейгън и националната гвардия, в които се стига до кървави репресии с един убит и стотици сериозно ранени. След десетилетия на конфликти в средата на 2024 г. университетът започва строеж на студентски общежития върху парцела.